# 火石寨乡
火石寨乡，是中华人民共和国宁夏回族自治区固原市西吉县下辖的一个乡镇级行政单位。

## 行政区划
火石寨乡下辖以下地区：
石山村、白庄村、蝉窑村、石洼村、新开村、沙岗村、大红庄村、小红庄村、小川村、元嘴村、罗庄村和扫竹林村。